# Slowakische Badmintonmeisterschaft 2007
Die Slowakische Badmintonmeisterschaft 2007 war die 15. Auflage der Titelkämpfe im Badminton in der Slowakei. Sie fand vom 5. bis zum 6. Mai 2007 in Košice statt.

## Medaillengewinner
| Disziplin    | Gold                                                                         | Silber                                                                         | Bronze                                                                 |
| ------------ | ---------------------------------------------------------------------------- | ------------------------------------------------------------------------------ | ---------------------------------------------------------------------- |
| Herreneinzel | Marián Šulko (Spoje Bratislava)                                              | Vladimír Závada (BC Prešov)                                                    | Marián Dirga (BC Prešov)                                               |
| Herreneinzel | Marián Šulko (Spoje Bratislava)                                              | Vladimír Závada (BC Prešov)                                                    | Marián Smrek (BC Prešov)                                               |
| Dameneinzel  | Eva Sládeková (M-Šport Trenčín)                                              | Kvetoslava Orlovská (BC Prešov)                                                | Zuzana Orlovská (BC Prešov)                                            |
| Dameneinzel  | Eva Sládeková (M-Šport Trenčín)                                              | Kvetoslava Orlovská (BC Prešov)                                                | Gabriela Štefániková (Spoje Bratislava)                                |
| Herrendoppel | Marián Smrek (BC Prešov) Vladimír Závada (BC Prešov)                         | Pavel Mečár (Slávia ŽU Žilina) Marián Šulko (Spoje Bratislava)                 | Jarolím Vícen (Spoje Bratislava) Jakub Klačanský (CEVA Trenčín)        |
| Herrendoppel | Marián Smrek (BC Prešov) Vladimír Závada (BC Prešov)                         | Pavel Mečár (Slávia ŽU Žilina) Marián Šulko (Spoje Bratislava)                 | Juraj Pagáč (BK MI Trenčín) Martin Bočák (BK MI Trenčín)               |
| Damendoppel  | Kvetoslava Orlovská (BC Prešov) Zuzana Orlovská (BC Prešov)                  | Gabriela Zabavníková (Lokomotíva Košice) Barbora Bobrovská (Lokomotíva Košice) | Júlia Turzáková (Lokomotíva Košice) Radka Cibáková (Lokomotíva Košice) |
| Damendoppel  | Kvetoslava Orlovská (BC Prešov) Zuzana Orlovská (BC Prešov)                  | Gabriela Zabavníková (Lokomotíva Košice) Barbora Bobrovská (Lokomotíva Košice) | Veronika Jariabková (BK MI Trenčín) Ivana Gajdošíková (BK MI Trenčín)  |
| Mixed        | Vladimír Turlík (Lokomotíva Košice) Gabriela Zabavníková (Lokomotíva Košice) | Pavel Mečár (Slávia ŽU Žilina) Barbora Bobrovská (Lokomotíva Košice)           | Marián Šulko (Spoje Bratislava) Eva Sládeková (M-Šport Trenčín)        |
| Mixed        | Vladimír Turlík (Lokomotíva Košice) Gabriela Zabavníková (Lokomotíva Košice) | Pavel Mečár (Slávia ŽU Žilina) Barbora Bobrovská (Lokomotíva Košice)           | Vladimír Závada (BC Prešov) Zuzana Orlovská (BC Prešov)                |